# Mark Wright (labdarúgó, 1963)
Mark Wright (Berinsfield, 1963. augusztus 1. –) angol válogatott középhátvéd. Pályafutását az Oxford United-nél kezdte, ahonnan 2 év elteltével a dél-angliai Southampton együtteséhez igazolt. 1984-től kezdődően 12 évig viselte a Háromoroszlánosok mezét.

## Sikerei, díjai
Liverpool
- FA-kupa-győztes: 1992

## Fordítás
- Ez a szócikk részben vagy egészben  a   Mark Wright című angol Wikipédia-szócikk fordításán alapul.  Az eredeti cikk szerkesztőit annak laptörténete sorolja fel. Ez a jelzés csupán a megfogalmazás eredetét és a szerzői jogokat jelzi, nem szolgál a cikkben szereplő információk forrásmegjelöléseként.